# Gidrafa
Gidrafa vagy Pudmeric (1899-ig Pudmericz, szlovákul Budmerice, németül Pudmeritz) község  Szlovákiában, a Pozsonyi kerületben, a Bazini járásban.

## Fekvése
Nagyszombattól 14 km-re nyugatra, a Nagyszombati-dombságban, a Gidra-patak partján fekszik.

## Nevének eredete
Magyar nevét onnan kapta, hogy a Gidra-patak mellett fekszik.

## Története
A régészeti leletek tanúsága szerint területén már az újkőkorban laktak emberek.
A mai települést 1296-ban Pumurich néven említik először. Vöröskő várának uradalmához tartozott. A 16. századtól a Pálffy család birtoka. Lakói mezőgazdasággal, szőlőtermesztéssel, később halászattal, fuvarozással, fazekassággal és molnár mesterséggel foglalkoztak. A Rákóczi-szabadságharc idején uruk, gróf Pálffy János seregében a császáriak oldalán harcoltak. 1705. augusztus 11-én csata zajlott a határában, helyén száz évvel később emlékkeresztet állítottak.
Vályi András szerint "PUDMERICZ. Tót falu Pozsony Vármegyében, földes Ura Gróf Pálfy Uraság, lakosai katolikusok, fekszik Istvánfalvához nem meszsze, Fancsal nevű pusztája is van; nevezetesíti az 1705-dik esztendőbéli Rákótzyval esett ütközet; határjának középszerű mivóltához képest, második osztálybéli."
Fényes Elek szerint "Pudmericz, tót falu, egy kies völgyben, Poson vmegyében, Modorhoz 1 1/2 órányira. Számlál 1016 kath., 14 evang., 23 zsidó lak. Van itt kath. paroch. templom, több csinos urasági tiszti lakás, egy inscriptionalis curia, több vizimalom a Gidra patakján, egy fáczános kert, halastó, tehenészet stb. Szőlőhegye savanyu és kevés bort terem. Határa keletre meglehetős; de nyugotra felette kövecses, többnyire rétnek legelőnek használják; erdeje kevés. F. u. gr. Pálffy Rudolf örökösei. 1705-ben itt ütközet történt Rákóczy és a császáriak közt, az elsőbbnek veszteségével."
A trianoni békeszerződésig Pozsony vármegye Nagyszombati járásához tartozott.

## Népessége
| Év:            | 1994. | 2004.    | 2014.    | 2024.   |
| -------------- | ----- | -------- | -------- | ------- |
| Emberek száma: | 1866  | 2095     | 2356     | 2494    |
| Eltérés:       |       | +12,27 % | +12,45 % | +5,85 % |

| Év:            | 2023. | 2024.   |
| -------------- | ----- | ------- |
| Emberek száma: | 2483  | 2494    |
| Eltérés:       |       | +0,44 % |

1910-ben 1806 lakosából 1610 szlovák, 113 magyar, 73 német és 10 egyéb nemzetiségű.
2011-ben 2230 lakosából 2154 szlovák.

## Neves személyek
- Itt született 1600-ban Tamási Mihály Jézus-társasági áldozópap és tanár.
- Itt született 1915. február 8-án Rudolf Fabry szlovák költő, prózaíró, publicista és szürrealista grafikusművész.
- Itt szolgált káplánként Halász János pap.
- Itt szolgált Kubányi József római katolikus plébános.

## Nevezetességei

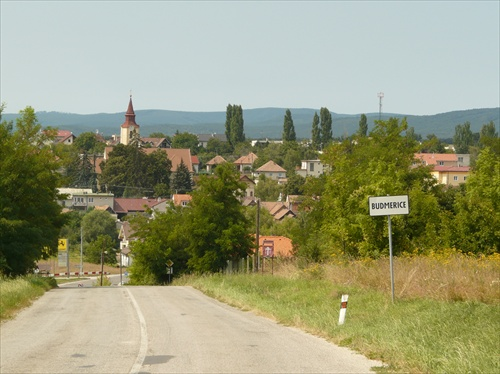
Gidrafa látképe
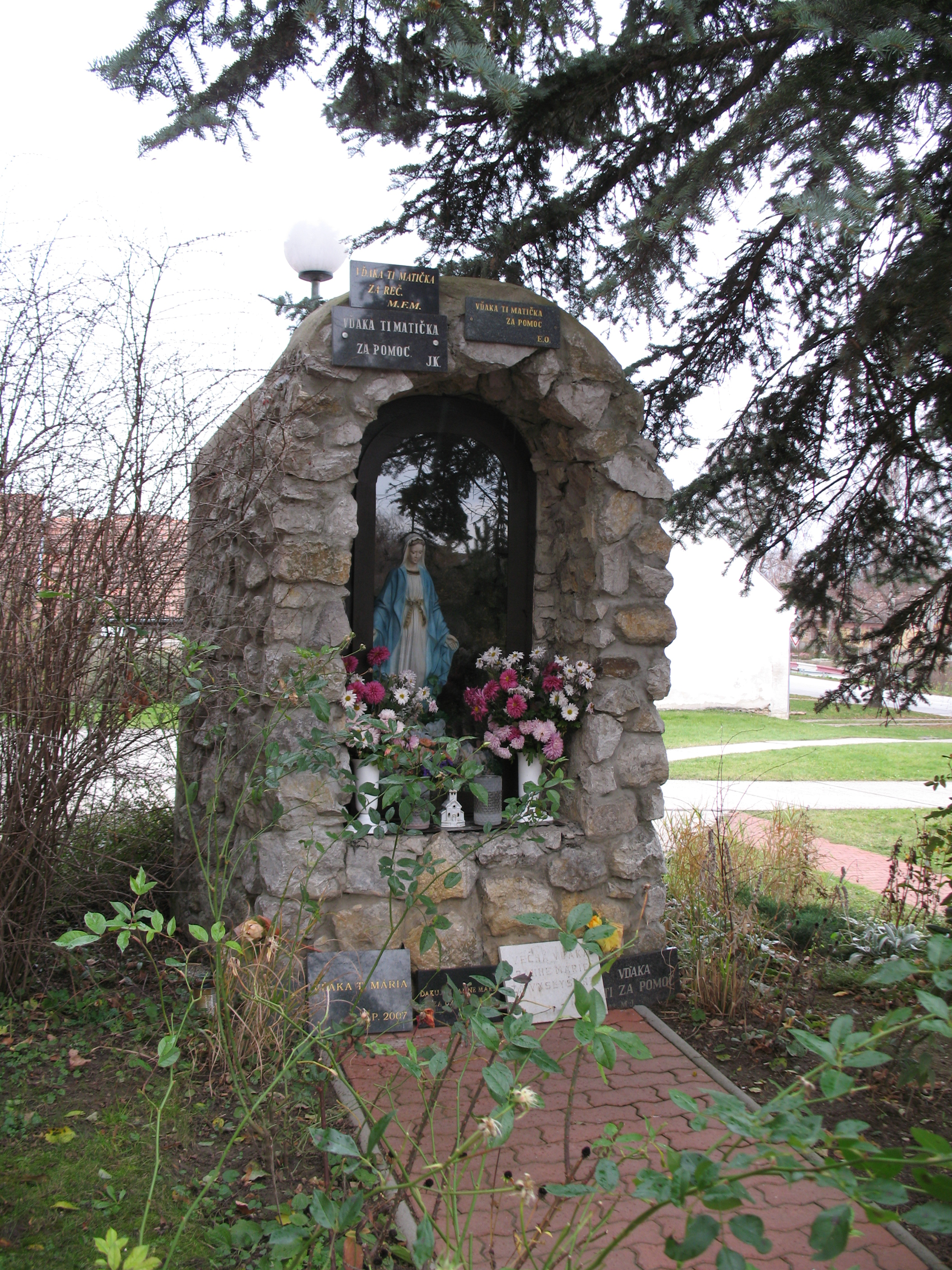
Lurdi barlang
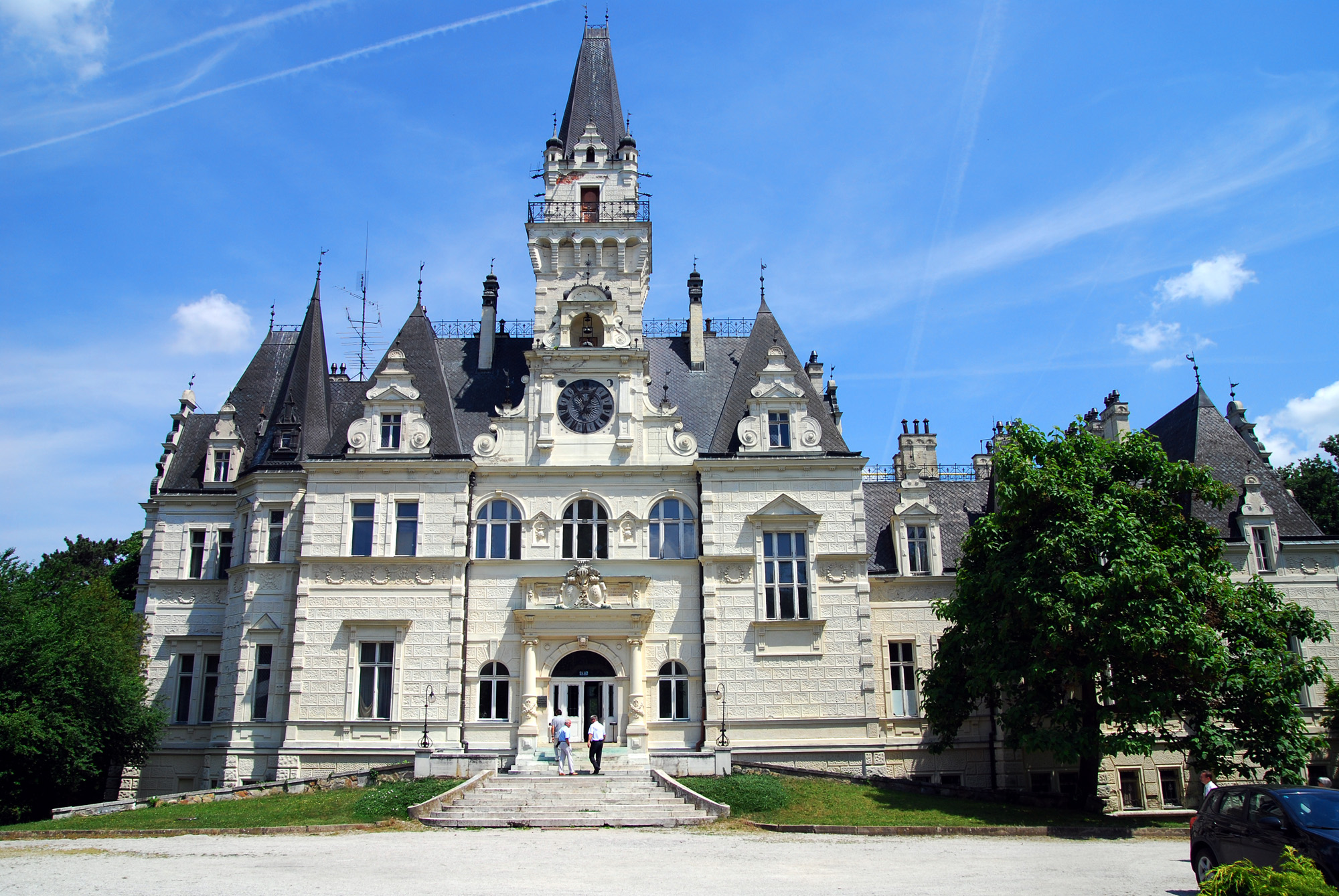
A gidrafai Pálffy kastély
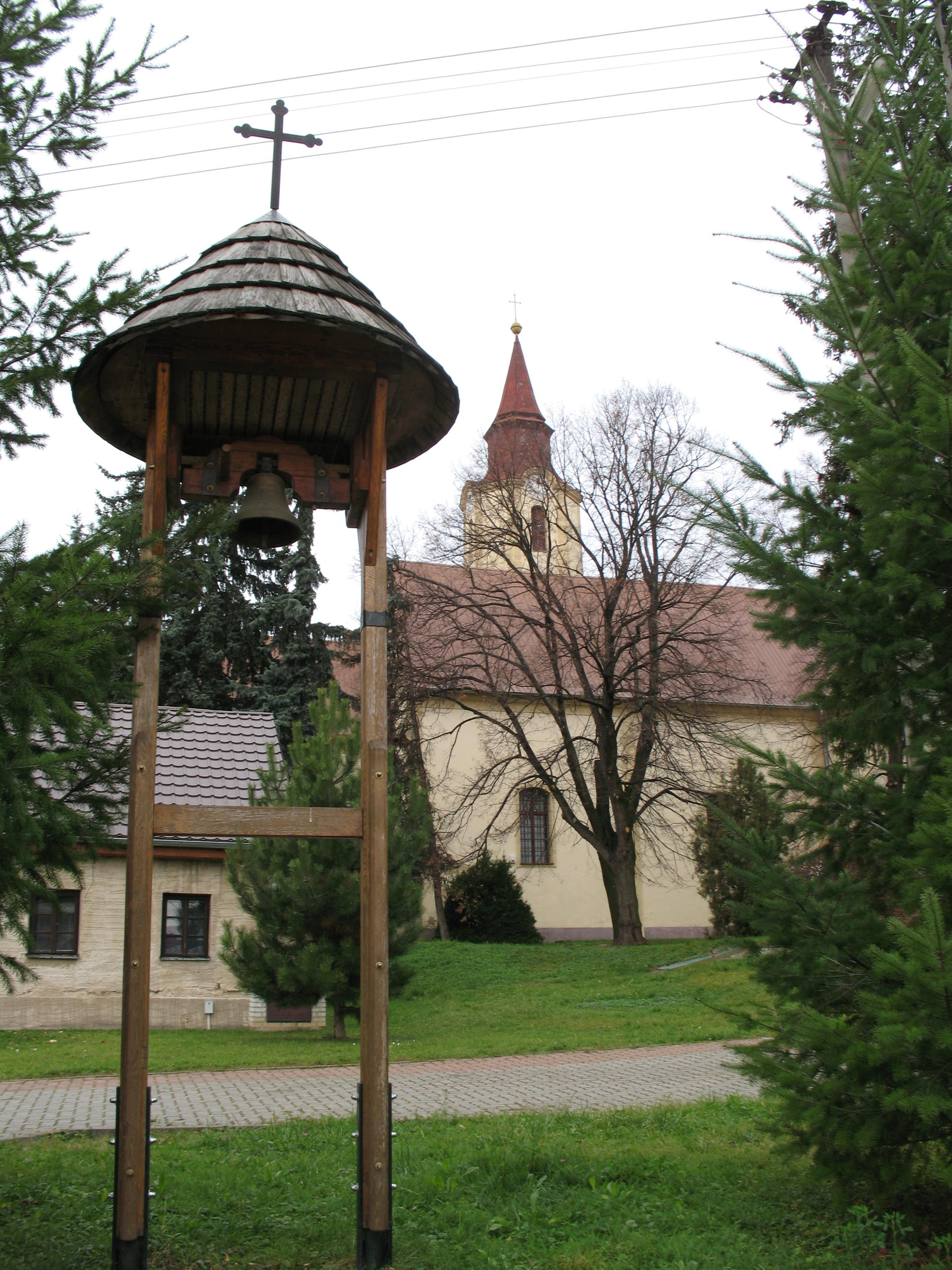
Gidrafa temploma

- A Gidrafai Pálffy-kastély (turisták által nem látogatható), romantikus stílusú. A Pálffy család építtette a 19. század végén. Szökőkutakkal és szobrokkal díszített szép angolpark övezi. 1989 óta a Szlovák Írószövetség alkotóházaként üzemel.
- A Szent Kereszt Felmagasztalása tiszteletére szentelt római katolikus temploma eredetileg gótikus stílusban épült, 1722-ben újjáépítették.
- A Hétfájdalmú Szűzanya kápolnát gróf Pálffy Rudolf építtette 1768-ban.
- Egykori malmai közül a Silnicky család malma áll szépen helyreállítva.
- A község közelében fekszik (tőle 2 km-re északnyugatra) a Gidrafai víztározó, mely a horgászok és a vízisportot kedvelők paradicsoma.